# Pascu
Pascu, pseudonimo di José Pascual Alba Seva (Santa Pola, 2 aprile 2000), è un calciatore spagnolo, centrocampista dell'Arenteiro.

## Caratteristiche tecniche
È un centrocampista difensivo.

## Carriera
Cresciuto nel settore giovanile del Valencia, nel 2018 è viene aggregato alla seconda squadra impegnata in Segunda División B facendo il suo esordio il 2 settembre in occasione dell'incontro perso 1-0 contro il Teruel. Il 24 agosto 2020 viene ceduto a titolo definitivo all'ADO Den Haag.

## Statistiche
Statistiche aggiornate al 28 novembre 2020.

### Presenze e reti nei club
| Stagione                 | Squadra                  | Campionato               | Campionato | Campionato | Coppe nazionali | Coppe nazionali | Coppe nazionali | Coppe continentali | Coppe continentali | Coppe continentali | Altre coppe | Altre coppe | Altre coppe | Totale | Totale | Totale |
| Stagione                 | Squadra                  | Comp                     | Pres       | Reti       | Comp            | Pres            | Reti            | Comp               | Pres               | Reti               | Comp        | Pres        | Reti        | Pres   | Reti   |        |
| ------------------------ | ------------------------ | ------------------------ | ---------- | ---------- | --------------- | --------------- | --------------- | ------------------ | ------------------ | ------------------ | ----------- | ----------- | ----------- | ------ | ------ | ------ |
| 2018-2019                | Valencia Mestalla        | SDB                      | 29         | 1          |                 | -               | -               |                    | -                  | -                  |             | -           | -           | 29     | 1      |        |
| 2019-2020                | Valencia Mestalla        | SDB                      | 15         | 1          |                 | -               | -               |                    | -                  | -                  |             | -           | -           | 15     | 1      |        |
| Totale Valencia Mestalla | Totale Valencia Mestalla | Totale Valencia Mestalla | 54         | 2          |                 | -               | -               |                    | -                  | -                  |             | -           | -           | 54     | 2      |        |
| 2020-2021                | ADO Den Haag             | ED                       | 4          | 0          | CO              | 0               | 0               |                    | -                  | -                  |             | -           | -           | 4      | 0      |        |
| Totale carriera          | Totale carriera          | Totale carriera          | 58         | 2          |                 | 0               | 0               |                    | -                  | -                  |             | -           | -           | 58     | 2      |        |

## Palmarès

### Nazionale
- Giochi del Mediterraneo: 1

 Tarragona 2018